# Axel Jang
Axel Jang (Werdau, 28 dicembre 1968) è un ex bobbista tedesco.
Sino al 1990 gareggiava per la Repubblica Democratica Tedesca.

## Biografia
Attivo negli anni 90 come frenatore per la nazionale tedesca, si distinse nelle categorie giovanili vincendo la medaglia d'oro nel bob a quattro ai campionati mondiali juniores di Cortina d'Ampezzo 1993.
Prese parte alle Olimpiadi di Albertville 1992, terminando al sesto posto nella gara di bob a quattro.
Viene ricordato come vincitore di due medaglie d'argento ai campionati mondiali, ottenute in entrambe le discipline a Sankt Moritz 1990 e con Harald Czudaj a pilotare le slitte; vinse invece il bronzo ad Altenberg 1991. Conquistò inoltre il titolo europeo a Schönau am Königssee 1992 nel bob a quattro con Czudaj, Tino Bonk e Alexander Szelig.
Ha altresì vinto quattro titoli nazionali, di cui uno tedesco orientale e tre tedeschi.

## Palmarès

### Mondiali
- 3 medaglie:
  - 2 argenti (bob a due, bob a quattro a Sankt Moritz 1990);
  - 1 bronzo (bob a quattro ad Altenberg 1991).

### Europei
- 1 medaglia:
  - 1 oro (bob a quattro a Schönau am Königssee 1992).

### Mondiali juniores
- 1 medaglia:
  - 1 oro (bob a quattro a Cortina d'Ampezzo 1993).

### Campionati tedeschi orientali
- 1 medaglia[1]:
  - 1 oro (bob a quattro ad Altenberg 1989).

### Campionati tedeschi
- 3 medaglie[1]:
  - 3 ori (bob a due, bob a quattro nel 1991; bob a quattro nel 1992).